# Vauxhall Bridge
Vauxhall Bridge – most drogowy na Tamizie, w Londynie, łączący dzielnicę Pimlico na północnym brzegu (City of Westminster) z Lambeth na południu (London Borough of Lambeth). Most ma konstrukcję stalową, o pięciu przęsłach łukowych, na granitowych filarach. Ma 247 m całkowitej długości i 24 m szerokości.
Nieopodal północnego krańca mostu znajduje się muzeum sztuki Tate Britain, a w pobliżu krańca południowego – centrala służby wywiadowczej MI6. Najbliższym mostem w dół rzeki jest Lambeth Bridge, a w górę rzeki – Grosvenor Bridge. Najbliższymi stacjami metra są Pimlico na północy i Vauxhall na południu. W pobliżu mostu ma swoje ujście do Tamizy niewielka rzeka Effra. 
Pierwszy most, początkowo nazwany Regent′s Bridge, wzniesiony został w tym miejscu w 1816 roku, według projektu Jamesa Walkera. Był to pierwszy żeliwny most nad Tamizą. Do 1879 roku pobierane było na nim myto. Zastąpiony został przez obecną konstrukcję, wybudowaną w latach 1895–1906, zaprojektowaną przez Alexandra Binniego. Był pierwszym londyńskim mostem po którym poruszały się tramwaje, początkowo konne, następnie elektryczne – ostatni w 1952 roku.
Most zdobi osiem brązowych posągów autorstwa Fredericka Pomeroya i Alfreda Drury'ego – personifikacje garncarstwa, inżynierii, architektury, rolnictwa, nauki, sztuk pięknych, administracji samorządowej i edukacji.

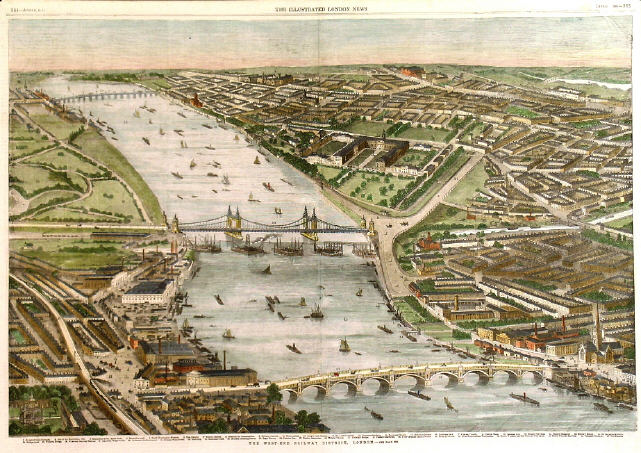
Vauxhall Bridge w pierwotnym kształcie (na pierwszym planie), Victoria Bridge (obecnie Chelsea Bridge) oraz Battersea Bridge (w tle) na ilustracji z 1859 r.
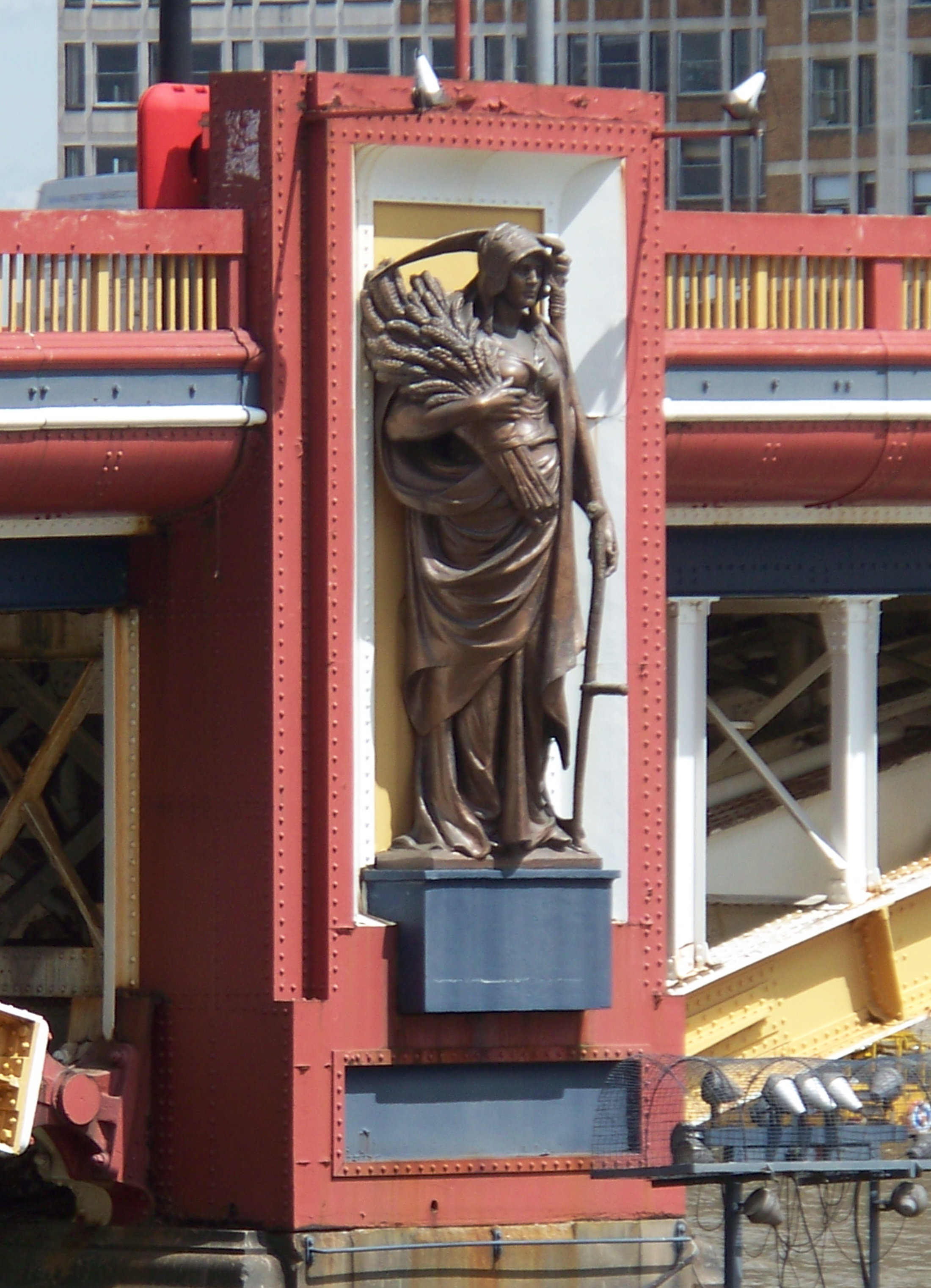
Jeden z ośmiu posągów zdobiących most – personifikacja rolnictwa
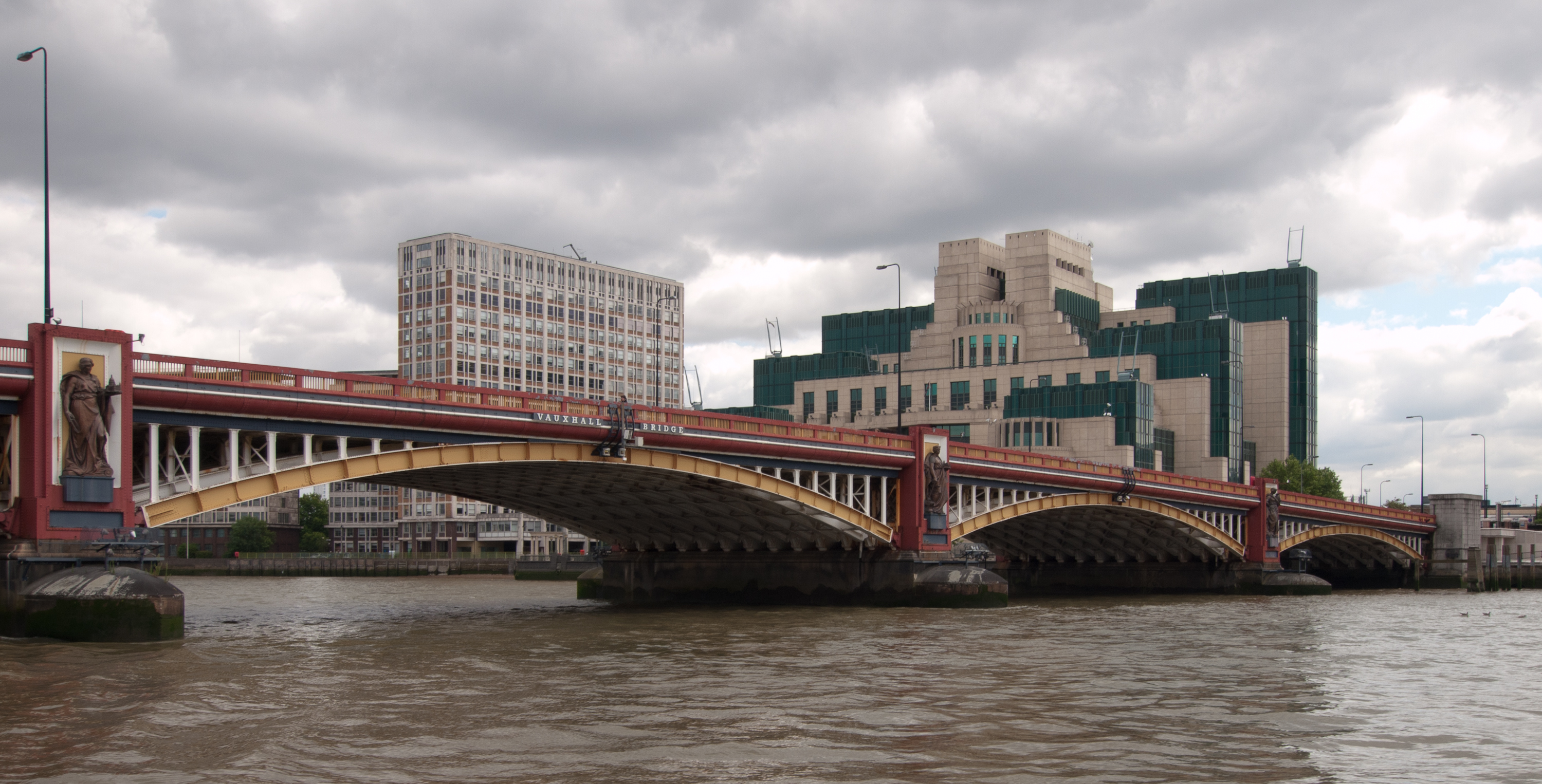
Widok na most i siedzibę MI6